# Jacques Nicolas Lacour
Pour les articles homonymes, voir Lacour.
Jacques Nicolas Lacour, né le 9 mai 1760 à Verneuil-sur-Avre  et mort le 10 juin 1839 à Paris, est un colonel du Premier Empire, un général de la Restauration et un baron de l'Empire.

## Biographie
Fils de Joseph Lacour (La Cour) et de Marie Pavée, il est né et baptisé dans la paroisse Sainte-Madeleine de Verneuil.  Il est fils et petit-fils de meuniers (moulin de Poelay).
Il est nommé géographe du génie des ponts et chaussées le 1er janvier 1774 de la généralité d'Alençon.
Il devient lieutenant au 1er bataillon de l'Eure, instructeur commandant de la compagnie des canonniers (10 septembre 1791), armée des côtes de Normandie (cantonnée sur les côtes de la Manche de Caen à Isigny) sous les généraux Crussol d'Amboise, Beurnonville et Dumouriez, jusqu'en mai 1792.
Il est ensuite affecté à l’armée du Nord avec laquelle il participa à la prise de Courtray.
Il fut successivement : capitaine au 1er bataillon (28 septembre 1792), adjoint à l'état-major du général Rivaud (12 novembre 1793), aide de camp du général Duquesnoy (26 juin 1794) et chef d'escadron dans la gendarmerie d'élite de la garde consulaire (5 septembre 1800).
Nommé colonel du 5e régiment de dragons (10 avril 1804) en garnison à Compiègne, en remplacement du prince Louis Bonaparte. Le régiment, qui avait rejoint le camp de Boulogne, part pour l'Allemagne avec la grande armée. La cavalerie est aux ordres du prince Murat.
À Wertingen, il enlève une batterie de canons autrichiens en chargeant à la tête de son régiment dispersé en tirailleurs (8 octobre 1805).
C'est par suite de cette action d'éclat que, plus tard, on verra figurer dans ses armoiries, une pièce de canon. À Austerlitz, après avoir chargé plusieurs fois à la tête du 5e dragons, il est blessé par un biscayen qui lui traverse la cuisse gauche, son cheval est tué sous lui (2 décembre 1805). Il est alors soigné par le chirurgien-major des dragons, le docteur Leveuve. Dirigé sur la France par Strasbourg, il est évacué sur Saint-Germain-en-Laye.
Le 23 février 1806, le colonel Lacour reçoit une lettre du prince Louis Bonaparte, accompagnée d'une tabatière avec son portrait. À la suite de la guérison du colonel Lacour, le prince Louis fit décorer le docteur Leveuve.
Il quitte le 5e dragons le 5 mars 1808.
Par décret du 19 mars 1808, le colonel Jacques Nicolas Lacour est fait baron de l'Empire (lettres patentes du 25 avril 1808). Le colonel Lacour fut, à cette époque, gratifié de biens en Westphalie (département du Wezer, commune de Voerden). Nommé colonel de la 11e légion de gendarmerie (décret du 6 mars 1808 signé Clarke, ministre de la Guerre), puis au commandement de la 15e légion à Arras (décret du 17 décembre 1810 signé duc de Feltre, ministre de la Guerre) et enfin à celui de la 20e légion à Arras et Lille (décret du 5 septembre 1814), et ce jusqu'en 1815.
Le 19 juillet 1814, le colonel baron Lacour est fait chevalier de Saint-Louis. Le 7 août 1814, il escorte le duc de Berry de Douai à Arras.
D'abord admis à la retraite (31 décembre 1815), il est nommé maréchal de camp (général de brigade) le 14 janvier 1818. Le 11 décembre 1829, le général Lacour est confirmé baron héréditaire par le roi Charles X.
Il est inhumé au cimetière du Père-Lachaise (74e division).

## Vie familiale
Le colonel Jacques Nicolas Lacour se marie le 11 septembre 1806 avec Augustine Sophie Botot, fille de François Marie Botot de Saint-Sauveur, en présence du duc de Talleyrand, prince de Bénévent, de Joseph Fouché ministre de la Police, du maréchal Moncey inspecteur général de la gendarmerie et du général Jacques Marie Botot-Dumesnil, oncle de la mariée.
Jacques Nicolas Lacour et Augustine Sophie Botot eurent trois enfants : 
- Laetitia Marie Sophie Lacour née en 1808, qui épousera Edmond Barbier.
- Marie Françoise Olympiade Lacour née en 1811, qui épousera Michel Magon de la Giclais, officier.
- Henry Marie, 2e baron Lacour, né en 1814, qui épousera Adélaïde Mathilde Perrot, fille du général Pierre Benjamin Perrot. Notons que Henry Lacour fut également colonel de cavalerie et chargea avec le 4e cuirassiers à Reichshoffen. Sa fille Marthe Lacour épousera Bernard Akermann et son fils, René Jacques Henry, 3e baron Lacour, sera aussi colonel de cavalerie.

## Distinctions
- Officier de la Légion d'honneur le 26 prairial an XII (juin 1804)
- Commandeur de la Légion d'honneur le 4 nivôse an XIV (janvier 1806)
- Créé baron de l'Empire le 19 mars 1808
- Chevalier de Saint-Louis le 5 août 1814
- Confirmé baron héréditaire le 11 décembre 1829
- Décoré de l'ordre du Lys.

## Armoiries
D'azur au canon d'or sur son affût au naturel ; coupé aussi d'azur à la fasce d'argent chargée d'une épée de sable montée d'or et accompagnée de trois merlettes d'argent, deux en chef et l'autre en pointe. (l'écu timbré d'une couronne de baron).